# Psilonyx flavican
Psilonyx flavican là một loài ruồi trong họ Asilidae. Psilonyx flavican được Shi miêu tả năm 1993. Loài này phân bố ở miền Ấn Độ - Mã Lai.